# Walter Francis Montagu-Douglas-Scott
Pour les articles homonymes, voir Walter Montagu-Douglas-Scott, Walter Scott (homonymie) et Scott.
Walter Francis Montagu-Douglas-Scott (25 novembre 1806 – 16 avril 1884), 5e duc de Buccleuch, 7e duc de Queensberry, est un aristocrate et un homme politique écossais.

## Biographie
Il est le fils de Charles Montagu-Scott (1772-1819), 4e duc de Buccleuch, et d'Harriet Katherine Townshend (1773-1814). Étudiant au collège d'Eton et au St John's College de Cambridge, Buccleuch se marie avec Lady Charlotte Thynne, fille du marquis de Bath, avec laquelle il a trois filles et quatre fils.
Grand magnat écossais de la terre, Buccleuch est un conservateur. Créé chevalier de l'ordre de la Jarretière en 1835, il sert comme Lord du Sceau Privé et Lord Président dans le gouvernement de Robert Peel dans les années 1840, quand il soutient à contre-cœur la décision de Peel de respecter l'abrogation des Corn Laws.
En 1822, George IV passe quelques jours comme invité à Dalkeith Palace, lors de la première visite d'un monarque hanovrien régnant en Écosse. Vingt ans plus tard, la reine Victoria les honore à son tour d'une visite.
Le duc se marie avec Lady Charlotte Thynne à Londres le 13 août 1829. George IV est le parrain et assiste au baptême de leur fils, William Henry Walter, plus tard, 6e duc.
La famille continue à avoir une haute position dans les cercles royaux, étant invitée au couronnement de Guillaume IV et de Victoria, où le duc intervient comme Gold Stick.
De 1838 à 1884, il est capitaine de la Royal Company of Archers. Après la chute de Peel, sa carrière politique touche largement à sa fin. En 1877, il devient chancelier de l'Université de Glasgow. Il meurt en 1884.

## Famille
Buccleuch a épousé Lady Charlotte Anne Thynne , fille de Thomas Thynne, 2e marquis de Bath et de l'honorable Isabella Elizabeth Byng, le 13 août 1829 à l'église St George, Hanover Square , Londres. Le couple a eu quatre fils et trois filles :
- William Henry Walter Montagu Douglas Scott, 6e duc de Buccleuch (né le 9 septembre 1831, mort le 5 novembre 1914)
- Lord Henry John Montagu Douglas Scott Montagu, 1er baron Montagu de Beaulieu (né le 5 novembre 1832, mort le 4 novembre 1905)
- Lord Walter Charles Montagu Douglas Scott (né le 2 mars 1834, mort le 3 mars 1895) : son fils Walter G Leon a épousé Alison Primrose Ralouka Heriot (1873-1935), petite-fille du pacha Constantine Musurus.
- Amiral Lord Charles Thomas Montagu Douglas Scott (né le 20 octobre 1839, mort le 21 août 1911)
- Lady Victoria Alexandrina Montagu Douglas Scott (née le 20 novembre 1844, décédée le 19 juin 1938), a épousé Schomberg Kerr, 9e marquis de Lothian
- Lady Margaret Elizabeth Montagu Douglas Scott (née le 10 octobre 1846, décédée le 5 février 1918)
- Lady Mary Charlotte Montagu Douglas Scott (née le 6 août 1851, décédée le 13 décembre 1908)

Le roi George IV passe quelques jours en 1822 en tant qu'invité du duc au palais de Dalkeith, la première visite d'un monarque hanovrien régnant en Écosse. Vingt ans plus tard, la reine Victoria l'a également honoré d'une visite. La famille continue à tenir une grande place dans les cercles royaux, étant invitée aux couronnements de Guillaume IV et de Victoria, le duc étant porteur du bâton d'or.